# جيولوجيا إندونيسيا

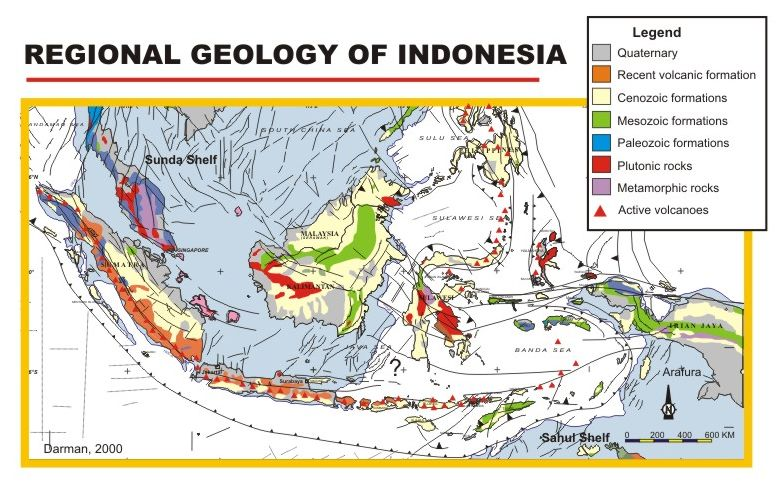
خريطة جيولوجية

يعد الأرخبيل الإندونيسي من أكثر مناطق الأرض تعقيداً، إذ تمتزج فيه الوحدات البنائية الحديثة بالوحدات القديمة، التي غمرت مياه البحر مناطق واسعة منها مكوّنة بذلك بحاراً داخلية وهامشية، كما أن الأرخبيل يقع ضمن مقعر أرضي بنائي هائل geosynclin لذا فهو من أكثر أقاليم العالم نشاطاً زلزالياً وبركانياً.
ويلتقي في الجزر الإندونيسية فرعا السلاسل الجبلية المحيطية القوسية الآسيوية، فمن الشمال الغربي تطل السلاسل الجبلية الغربية الهندية الصينية والأندامانية والنيكوبارية على الجزر الإندونيسية، لتنتشر في جزيرتي سومطرة وجاوة وجزر الصوند الصغرى، ثم لا تلبث أن تأخذ بالانحراف شرقاً لتكون جزر تيمور وسيرام وبورو، وتلتقي هنا مع القوس الجبلية الثانية القادمة من الشمال عبر جزر الفلبين وشرق جزر سولاويسي. وتحيط بهذه السلاسل الهوات المحيطية السحيقة العمق، وتحتل المنخفضات العميقة أجزاء مهمة من بحار منطقة جزر سولاويسي والطرف الشرقي من بحر باندا وأواسط بحر فلوريس. وترتفع بين فرعي السلاسل الجبلية المذكورة مساحات من اليابسة قليلة الزلازل والبراكين، وتتبع بنائياً أرض الهند الصينية، وتشمل جزيرة بورنيو (كليمنتان) والقسم الشمالي الغربي من جزر بحر سولاويسي وجزر باڠكا وبيليتوڠ.

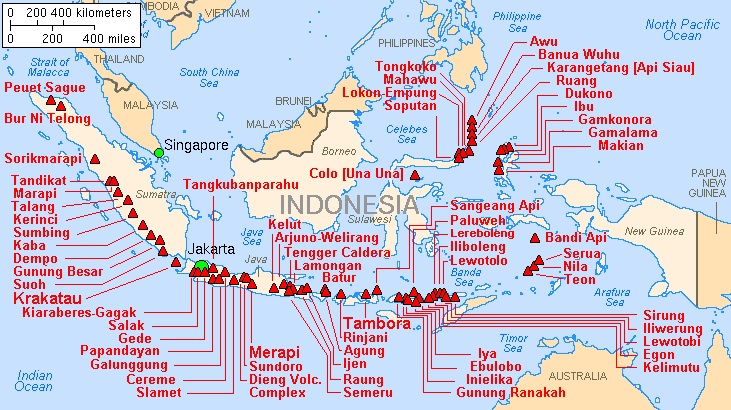
البراكين في إندونسيا

إن الجزء الأكبر من جزر الأرخبيل الإندونيسي قاريّ المنشأ، إلا أن جزراً بركانية ومرجانية المنشأ وصغيرة المساحة تتخلل هذه الجزر وخاصَّة في المناطق الشرقية منها. تتألف تضاريس الأرخبيل من سلاسل جبلية التوائية وكتلية انهدامية block-mountain غنية بجبالها البركانية التي تمثل أعلى القمم الجبلية في البلاد، وتجاور السلاسل المذكورة آنفاً سهول واسعة حديثة المنشأ وخاصة في الجزر الكبرى كسومطرة وبورنيو.
وتتكوّن السهول هذه أساساً من المجروفات البركانية المنشأ التي حملتها مياه الأنهار والسيول الهابطة من الجبال المجاورة. وترتفع السلاسل الجبلية في الجزء الجنوبي من جزيرة سومطرة ممثلة بكتلة جبال باريسان التي تمتد من شمال غربي الجزيرة حتى جنوبها الشرقي ولا يقل طولها عن 1650كم. تتألف كتلة باريسان من سلسلتين متوازيتين يصل عرضهما إلى 100 كم في الشمال و30كم في الأقسام الجنوبية الشرقية. وتتكون من صخور قديمة تعود للحقب الأول وما قبله وأغلبها صخر متحول متبلور أثرت فيه عوامل الحت بشدة فأعطت صخوراً أكثر حداثة، رسوبية المنشأ غالباً. والجبال غنية بصدوعها ووديانها وانكساراتها لوقوعها في مناطق نشطة بنائياً، لذا تكثر هنا الصخور البركانية التي تكوِّن في كثير من الأحيان نجوداً عالية وقمماً جبلية شامخة، يصل ارتفاعها في جبل كيرينتشي إلى 3805م. 
وتكثر تبعاً لذلك القمم العالية التي يزيد ارتفاعها على 3000م. كجبل لوسير وديمبو وغيرهما. وتمتد بين السلسلتين المذكورتين مناطق منخفضة غنية بالبحيرات والمستنقعات، وبعض المرتفعات الجبلية المتواضعة. وفي جزيرة سومطرة نحو مئة بركان خمد أكثرها وما يزال بعضها نشطاً، ويصل عددها إلى 15 بركاناً مثل كيرينتشي وديمبو ومارابي (عدد البراكين في البلاد أكثر من 400 بركان، الثائر منها نحو 130 بركاناً). وتنتهي السلاسل الجبلية شرقاً بسهل ساحلي منخفض تحتله المستنقعات الواسعة التي تنتشر نحو الشمال إلى مسافة 1000كم تقريباً. وقد يزيد عرضها أحياناً على 250 كم، كما في أواسط الجزيرة.
أما جزيرة جاوة فهي ضيقة مؤلفة من صخور بركانية ورسوبية، وتمتد فيها سلاسل جبلية متطاولة ضيقة لا يزيد عرضها على 50 كم ويربو طولها على 1000 كم. سفوح الجبال فيها غير متناظرة، فهي تهبط بشدة نحو السواحل الجنوبية للجزيرة، في حين تنحدر بلطف باتجاه الشمال. والجزيرة غنية بالجبال البركانية، إذ يصل عددها إلى 136 جبلاً منها 28 بركاناً نشطاً فعالا.ً ويزيد علو الكثير من هذه الجبال على 3000م وما تبقى تراوح ارتفاعاته بين 800 و3000م.